# Martin Klingenberg (Biochemiker)
Martin Klingenberg (* 5. Dezember 1928 in Rostock) ist ein deutscher Biochemiker. Er ist der Bruder des Mathematikers Wilhelm Klingenberg.

## Leben
Martin Klingenberg kam 1928 in Rostock als Sohn eines evangelischen Pastors zur Welt. Nach einem Studium der Chemie und Stationen an der University of Pennsylvania und Marburg wurde er C4-Professor und Lehrstuhlinhaber für Physikalische Biochemie am Institut für Physiologische Biochemie der Ludwig-Maximilians-Universität in München. Er forschte hauptsächlich an Mitochondrien, speziell am ADP-ATP-Transporter sowie an sogenannten Uncoupling proteins (UCP). Die UCP-Forschung erfährt verstärkte Aufmerksamkeit, seit die Pharmaindustrie nach Medikamenten gegen Adipositas sucht. 1981 erhielt er die Otto-Warburg-Medaille.
1999 wurde Martin Klingenberg emeritiert, sein Nachfolger ist der Biologe und Alzheimerforscher Christian Haass.
Bemerkenswert ist Martin Klingenbergs Aufsatz über die Erfindung der Pipette, an deren Entwicklung er beteiligt war.